# Hroznýš Dumerilův
Hroznýš Dumerilův (Acrantophis dumerili) je had z čeledi hroznýšovitých.

## Popis
Celé jeho silné tělo dorůstající do maximální délky 3 m (většinou však jen do 2 m), je dekorativně pokryto nepravidelnými hnědými a černými skvrnami, které mohou mít odstín od skoro černé až po téměř žlutobílou barvu. Skvrny mívají tvar ležatých osmiček. Hřbetní strana je vždy tmavší, břicho má žlutohnědé. Šedá, klínovitá hlava bez viditelných tepločivných jamek je výrazně oddělena od mohutného těla.

## Areál rozšíření
Tento velice atraktivní endemický druh, obývající lesnaté oblasti jihozápadu Madagaskaru a ostrova Réunion, je blízký příbuzný hroznýše královského a svojí kresbou i některými morfologickými znaky se mu i trochu podobá.

## Chov v zajetí
Chov tohoto hroznýše v teráriu nebývá většinou problémový, spokojí se se středně velkým až velkým teráriem, vybaveným tak jako u většiny hroznýšů silnější větví na šplhání, několika plochými kameny a dostatečně velkým bazénkem s pravidelně měněnou čistou vodou na pití i na koupání. Žije terestricky. Pro větší nároky na relativní vzdušnou vlhkost je vhodný snadno kontrolovatelný úkryt, vystlaný např. vlhkým rašeliníkem a častým rosením. Pozor ! Při velké vlhkosti často trpí „hnilobou tlamy“! Teplotu udržujeme na 26 - 29 °C, s možností vyhřátí až na 32 °C. V noci je žádoucí nechat poklesnout teplotu až k 22 °C. V květnu až červnu mají tito hroznýši ve své domovině tzv. období klidu (asi 17 °C), které je vhodné dodržovat i v teráriu. Zvířata odchovaná v zajetí je možné adaptovat a toto období zavést v zimních měsících.

## Potrava
Tito hroznýši jsou aktivní hlavně za šera a v noci, v této době se také doporučuje jim předkládat potravu. Dospělí jedinci ochotně loví hlodavce, králíky, holuby nebo kuřata, mláďata se většinou spokojí s přiměřeně velkými laboratorními hlodavci.

## Rozmnožování
Rozmnožení tohoto nádherného hada v teráriích je stále častější, hroznýš Dumerilův se páří zpravidla v rozmezí - listopad až únor, po 20 až 25 týdenní březosti rodí samice do 20 mláďat dlouhých kolem 40 cm, která pohlavně dospívají zhruba v pěti letech, samci o něco dříve. Samci i samice mají stejně malé rudimenty zadních končetin, proto lze pohlaví určit nejspolehlivěji sondou. Tento druh zpravidla nebývá agresivní a dobře si zvyká na lidské zacházení. Od 1. května 2004 byl vyjmut z povinnosti registrace CITES. Při prodeji je však stále nutný tzv. žlutý papír "Výjimka z obchodní činnosti".